# 이창민 (가수)
이창민(李昶旻, 1986년 5월 1일 ~ )은 대한민국의 가수, 배우로 2AM의 멤버이다.

## 학력
- 개포초등학교 (졸업)
- 부산진중학교 (졸업)
- 개금고등학교 (졸업)
- 동아방송예술대학교 영상음악학과 (전문학사)

## 음반
1. 이 노래 (2008년 7월 11일)
2. Time For Confession (2009년03월19일)
3. 죽어도 못 보내 (2010년 1월 22일)
4. 잘못했어 (2010년 3월 16일)
5. Saint o' clock (2010년 10월 26일)
6. Never Let You Go (死んでも離さない) (2012년 1월 13일 일본활동)
7. F.Scott Fitzgerald`s Way Of Love (2012년 3월 12일)
8. 電話に出ない君に (2012년 5월 10일 일본활동)

### 디지털 싱글
1. 졸업 (2009년 2월 5일) - 스웨터 프로젝트
2. No.1 - Listen Up! The Official 2010 FIFA World Cup Album™
3. 널 위한 이별 - 20th Anniversary 신승훈 20주년 기념 앨범
4. 최고의 사랑 - With Special Guests - Masaharu Fukuyama Remake 후쿠야마 마사루 베스트 앨범

### OST
1. TELECINEMA 돌멩이의 꿈 OST - 삼키지마
2. 개인의 취향 OST - 바보처럼
3. 어쿠스틱 OST Part 1 - L.O.V.E
4. 닥터진 OST Part 3 - 눈물길
5. 최고다 이순신 OST Part 4 - 한 사람만 보여요
6. 상속자들 OST Part 3 - Moment
7. 호텔킹 OST Part 2 - 사랑한단 말
8. 왔다! 장보리 OST Part 4 - 바래
9. 슈퍼대디 열 OST Part 3 - 신기루
10. 그냥 사랑하는 사이 OST Part 5 - 있어줘

### 피처링
- 마리오 - 슈퍼맨 Feat. 2AM 이창민 (슈퍼맨 /디지털싱글 / 2008년 12월 12일 발매)
- 8eight - STAR Feat. 2AM 이창민, 정진운 (THE BRIDGE /EP / 2010년 5월 11일 발매)
- 산이 - 가면 안돼 Feat.2AM 이창민 (2011년 4월 26일 발매)

## 방송
- 2009년 KBS 스타골든벨 고정출연
- 2009년 MBC 찾아라! 맛있는 TV
- 2012년 KBS 위기탈출 넘버원
- 2012년 MBC 반지의 제왕
- 2014년 MBC 100인의 선택 - 최고라면
- 2015년 KBS 창민의 가요광장
- 2015년 MBC 미스터리 음악쇼 복면가왕 남산 위에 저 소나무 <참가자>
- 2016년 JTBC 김제동의 톡투유 - 걱정 말아요! 그대
- 2015년 MBC 미스터리 음악쇼 복면가왕 날 치고 가라. 드럼맨.[우승])
- 2018년 MBC 맛있을 지도 시즌 4
- 2020년•2022년 아는형님

## 영화
- 2013년 미생 프리퀄 - 장백기 역

## 별명
경찰로 복무를 마치고 데뷔한 특징 때문에 대한민국 최초 군필자 아이돌의 군필돌과, 25세에 대학 졸업까지 마친 대졸돌로 불리고 있다. MBC 프로그램 우리 결혼했어요에서 뛰어난 음식 솜씨를 뽐내며 창금이라는 별명까지 얻게 되었다.

## 수상 내역
- 2013년 숨피어워드 올해 최고의 ost상 - 상속자들 ost moment
- 2019년 제3회 소리바다 베스트 케이뮤직 어워즈 보이스상

## 기타
- 창민의 이모 윤이지는 1996년 2인조 여성듀오로 활동한 BB이다